# Caridina excavata
Caridina excavata е вид десетоного от семейство Atyidae.

## Разпространение и местообитание
Видът е разпространен в Индия (Асам).
Обитава сладководни басейни и потоци.